# Discografia de Killswitch Engage
Este anexo se trata da discografia da banda estadunidense de Metalcore, Killswitch Engage, a discografia completa da banda conta com seis álbuns de estúdio, treze singles e um álbum ao vivo/de vídeo.

## Álbuns

### Álbuns de estúdio
| Titulo                  | Detalhes do álbum                                                                            | Posições | Posições | Posições | Posições | Posições | Posições | Posições | Posições | Posições | Posições | Certificação                         |
| Titulo                  | Detalhes do álbum                                                                            | EUA      | AUS      | AUT      | CAN      | FIN      | ALE      | IRL      | NLD      | SWI      | UK       | Certificação                         |
| ----------------------- | -------------------------------------------------------------------------------------------- | -------- | -------- | -------- | -------- | -------- | -------- | -------- | -------- | -------- | -------- | ------------------------------------ |
| Killswitch Engage       | - Lançado: 04 de Julho, 2000 - Gravadora: Ferret - Formatos: CD, Digital Download            | —        | —        | —        | —        | —        | —        | —        | —        | —        | —        |                                      |
| Alive or Just Breathing | - Lançado: 21 de Maio, 2002 - Gravadora: Roadrunner - Formatos: CD, digital download         | —        | —        | —        | —        | —        | —        | —        | —        | —        | 122      | - BPI: Prata                         |
| The End of Heartache    | - Lançado: 11 de Maio, 2004 - Gravadora: Roadrunner - Formatos: CD, LP, digital download     | 21       | 39       | —        | —        | —        | 42       | 64       | —        | —        | 40       | - RIAA: Ouro - BPI: Prata            |
| As Daylight Dies        | - Lançado: 21 de Novembro, 2006 - Gravadora: Roadrunner - Formatos: CD, LP, digital download | 32       | 29       | 68       | —        | —        | 62       | —        | —        | —        | 64       | - RIAA: Ouro - BPI: Prata - MC: Ouro |
| Killswitch Engage II    | - Lançado: 30 de Junho, 2009 - Gravadora: Roadrunner - Formatos: CD, LP, digital download    | 7        | 12       | 36       | 11       | 15       | 27       | 80       | 77       | 51       | 29       |                                      |
| Disarm The Descent      | - Lançado: 02 de Abril, 2013 - Gravadora: Roadrunner - Formatos: CD, digital download        | 7        | 6        | 15       | 6        | 8        | 12       | 96       | 75       | 23       | 15       |                                      |

### DVD's ao vivo
| Titulo                  | Detalhes do Album                                                       | Certificação            |
| ----------------------- | ----------------------------------------------------------------------- | ----------------------- |
| (Set This) World Ablaze | - Lançado: 22 de Novembro, 2005 - Gravadora: Roadrunner - Formatos: DVD | - EUA: Ouro - CAN: Ouro |

## Músicas

### Singles
| Titulo                 | Ano  | Posições    | Posições      | Álbum                   |
| Titulo                 | Ano  | Active rock | US Main. Rock | Álbum                   |
| ---------------------- | ---- | ----------- | ------------- | ----------------------- |
| "Self Revolution"      | 2002 | —           | —             | Alive or Just Breathing |
| "My Last Serenade"     | 2002 | —           | —             | Alive or Just Breathing |
| "Rose of Sharyn"       | 2004 | —           | —             | The End of Heartache    |
| "The End of Heartache" | 2004 | —           | 31            | The End of Heartache    |
| "My Curse"             | 2006 | —           | 21            | As Daylight Dies        |
| "The Arms of Sorrow"   | 2007 | —           | 30            | As Daylight Dies        |
| "Holy Diver"           | 2007 | —           | 12            | As Daylight Dies        |
| "Reckoning"            | 2009 | —           | —             | Killswitch Engage       |
| "Starting Over"        | 2009 | 27          | 30            | Killswitch Engage       |
| "Take Me Away"         | 2009 | —           | —             | Killswitch Engage       |
| "Save Me"              | 2009 | —           | —             | Killswitch Engage       |
| "In Due Time"          | 2013 | 23          | 26            | Disarm the Descent      |
| "Always"               | 2013 | 35          | 38            | Disarm the Descent      |

### Demos 1999
| Ano  | Título           |
| ---- | ---------------- |
| 1999 | "Soilborn"       |
| 1999 | "Prelude"        |
| 1999 | "In The Unblind" |
| 1999 | "Vide Infra"     |

### Outras aparições
| Titulo                     | Ano  | Álbum                                           |
| -------------------------- | ---- | ----------------------------------------------- |
| "When Darkness Falls"      | 2003 | Freddy vs. Jason (Soundtracks)                  |
| "Fixation on the Darkness" | 2004 | Kerrang! High Voltage!                          |
| "The End of Heartache"     | 2004 | Resident Evil: Apocalypse (Soundtracks)         |
| "This Fire Burns"          | 2006 | WWE Wreckless Intent                            |
| "Holy Diver"               | 2006 | Kerrang! High Voltage!: A Brief History of Rock |
| "My Obsession"             | 2010 | God of War III: Blood & Metal                   |

## Videoclipes
| Titulo                     | Ano  | Diretor (s)                  |
| -------------------------- | ---- | ---------------------------- |
| "Life to Lifeless"         | 2002 | Doug Spangenberg             |
| "My Last Serenade"         | 2002 | P. R. Brown                  |
| "Fixation on the Darkness" | 2003 | Pierre Lamoureux             |
| "Rose of Sharyn"           | 2004 | Lex Halaby                   |
| "The End of Heartache"     | 2004 | Tony Petrossian              |
| "A Bid Farewell"           | 2005 | Lex Halaby                   |
| "My Curse"                 | 2006 | Lex Halaby                   |
| "The Arms of Sorrow"       | 2007 | Aggressive                   |
| "Holy Diver"               | 2007 | Brian Thompson               |
| "This Is Absolution"       | 2008 | Denise Korycki               |
| "Starting Over"            | 2009 | Lex Halaby                   |
| "Save Me"                  | 2010 | Jim Starace                  |
| "In Due Time"              | 2013 | Ian McFarland and Mike Pecci |
| "Always"                   | 2013 | Ian McFarland and Mike Pecci |

## Ligações Externas
- Site Oficial
- Killswitch Engage em AllMusic